# Réduit de La Biche
Le réduit de La Biche est un ensemble de fortifications du XIXe siècle situé pointe de la Biche sur la commune de Locmaria. Il constitue un élément du système de défense de Belle-Île-en-Mer, dans le Morbihan.

## Histoire
Au début du XVIIIe siècle, une première redoute a été construite pointe de la Biche sur les indications de Vauban selon une conception similaire à celle de la pointe du Bugul, complétant le système de défense de la Ferrière. Elle a été complétée à la révolution par un four à boulets.
En 1858, la batterie a été remplacée par une nouvelle armée de cinq canons. Le corps de garde actuel a été construit en contrebas pour être protégé des tirs ennemis.
L'ensemble de défense a été abandonné en 1870. La propriété a ensuite été vendue aux enchères en 1891. Les créneaux ont été comblés et la terrasse couverte par un toit. La clôture du terrain par le propriétaire, en 1902, a soulevé l'opposition des bellîlois jusqu'à l'application de la loi littoral en 1976. La propriété, transformée en habitation, est toujours privée.

## Description
Il s'agit historiquement d'un corps de garde crénelé modèle 1846 prévu pour vingt hommes avec pour armement initial quatre canons (type no 3). Sur Belle-Île-en-Mer, ils étaient 8 réduits de ce type.

## Classement
Le site fait l'objet d’une inscription au titre des monuments historiques depuis le 9 novembre 2000.